# Christoph Dreyer

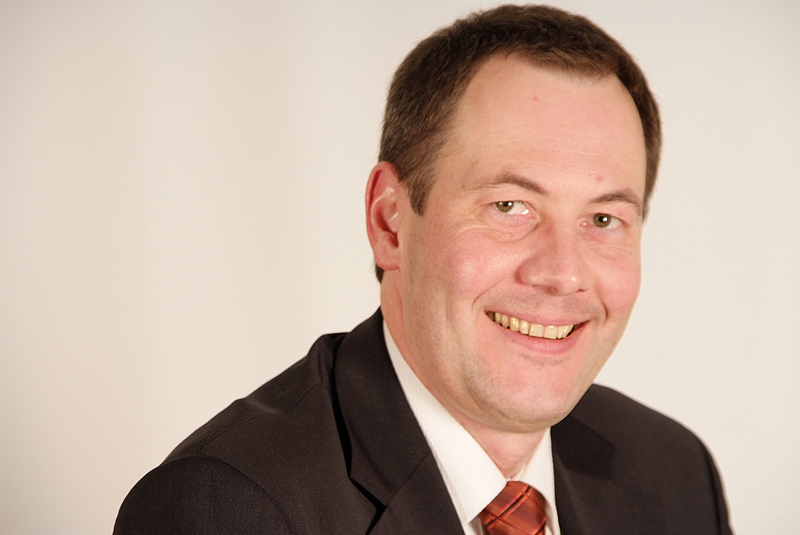
Christoph Dreyer, 2009

Christoph Dreyer (* 17. Juni 1966 in Sarstedt) ist ein deutscher Politiker (CDU). Er war Mitglied des Niedersächsischen Landtags.

## Leben
Nach dem Schulbesuch in Gleidingen und Laatzen machte Dreyer eine Ausbildung zum Versicherungskaufmann. Danach leistete er seinen Grundwehrdienst und studierte anschließend Wirtschaftswissenschaften an der Universität Hannover. Das Studium schloss er mit dem Hochschulgrad Diplom-Ökonom ab. Daraufhin war er bis zu seinem Einzug in den Landtag bei den VGH Versicherungen tätig. Sein Arbeitsverhältnis ruhte für die Dauer der Landtagszugehörigkeit.
Von 1991 bis 1996 war Dreyer Mitglied im Ortsrat von Gleidingen. Danach gehörte er bis 2006 dem Stadtrat von Laatzen an. Seit 2001 war er Vorsitzender der dortigen CDU-Fraktion. Bei den Wahlen zum 16. Niedersächsischen Landtag am 27. Januar 2008 wurde er im Wahlkreis 29 Laatzen (Städte Laatzen, Pattensen, Sehnde) mit 42,3 Prozent der Erststimmen als Direktbewerber in den Niedersächsischen Landtag gewählt. Dort war er ordentliches Mitglied im Ausschuss für Haushalt und Finanzen sowie im Ausschuss für Wissenschaft und Kultur. Ferner war er stellvertretendes Mitglied im 21. Parlamentarischen Untersuchungsausschuss (Aufklärung der Vorgänge im Schachtlager Asse II).
Dreyer ist seit Ende 2006 stellvertretender Vorsitzender des Aufsichtsrates der aquaLaatzium Freizeit-GmbH und war von Juni 2005 bis Juni 2008 Mitglied des Aufsichtsrates der Wohnungsbaugenossenschaft Laatzen eG. Er ist verheiratet und hat zwei Kinder.
Christoph Dreyer ist am 20. Januar 2013 aus dem Landtag ausgeschieden. Die 2008 unterlegene Silke Lesemann hat bei den Landtagswahlen 2013 den Wahlkreis 29 Laatzen, Pattensen, Sehnde mit 42,9 % der Erststimmen direkt gewonnen.
Bei der Kommunalwahl in Niedersachsen 2021 kandidierte er als Bürgermeister in Laatzen. Diese verlor er bei einer Stichwahl mit 46,3 % an Kai Eggert von der SPD.

## Belege
1. ↑  Dr. Silke Lesemann von der SPD dreht das Ergebnis im Wahlkreis Sehnde-Laatzen-Pattensen. Marktspiegel Verlag, abgerufen am 8. Februar 2014.
2. ↑  Welche Führungserfahrungen haben Sie, Herr Dreyer? Abgerufen am 7. September 2021.
3. ↑  NDR: Stichwahl: Kai Eggert ist neuer Bürgermeister in Laatzen. Abgerufen am 18. Oktober 2021.

| Personendaten    | Personendaten                  |
| ---------------- | ------------------------------ |
| NAME             | Dreyer, Christoph              |
| KURZBESCHREIBUNG | deutscher Politiker (CDU), MdL |
| GEBURTSDATUM     | 17. Juni 1966                  |
| GEBURTSORT       | Sarstedt                       |